# La Chambre des dames
Pour l’article homonyme, voir La Chambre des dames (série télévisée).
La Chambre des dames est un roman écrit par Jeanne Bourin, préfacé par Régine Pernoud, et publié en 1979 aux éditions La Table Ronde, dans lequel Jeanne Bourin met en valeur le rôle des femmes dans la bourgeoisie française au XIIIe siècle.

## Synopsis
À l'époque de Louis IX, en 1246,  Florie Brunel, âgée de quinze ans,  va prendre époux. Elle sera victime d'une passion destructrice, vue par les yeux de sa mère, Mathilde, femme d'orfèvre à Paris. Après que l'amant de Florie, Guillaume, a tué accidentellement son bébé, son mari Philippe part en croisade. Florie, quant à elle, se retire près de Tours. Guillaume la retrouve en 1253, mais se fait manger par les loups. Philippe, rentré de croisade, revient auprès de Florie. 

## Adaptation à la télévision
Ce livre sera adapté pour la télévision en 1983 en un feuilleton de dix épisodes réalisé par Yannick Andréi, avec, dans les rôles principaux : Sophie Barjac (Florie Brunel), François Duval (Guillaume), Frédéric Andréi (Philippe), Marina Vlady (Mathilde Brunel) et Henri Virlogeux (Etienne Brunel).